# Drama v kabare futuristov № 13
Drama v kabare futuristov № 13 (ryska: Драма в кабаре футуристов № 13) är en rysk stumfilm från 1914, regisserad av Vladimir Kasjanov.

## Rollista
- Michail Larionov
- Natalja Gontjarova
- Vladimir Majakovskij